# Sylvanie Burton
Sylvanie Burton é uma política e atual Presidente da Dominica. Eleita nas eleições presidenciais dominicanas de 2023. Ela é a primeira mulher e a primeira presidente indígena Kalinago da Dominica.

## Carreira
Burton atuou como secretária permanente em vários ministérios desde 2014, nos ministérios de Desenvolvimento Comunitário, Meio Ambiente, Modernização Rural, Elevação de Kalinago e Empoderamento de Constituintes, Relações Exteriores, Comércio, Juventude e Serviços Sociais. Burton também ocupou anteriormente o cargo de Oficial de Desenvolvimento no Ministério de Assuntos de Kalinago.
Burton foi nomeado pelo governo DLP liderado por Roosevelt Skerrit para suceder ao presidente cessante Charles Savarin. A sua nomeação foi rejeitada pela líder da oposição, Jesma Paul Victor, levando a uma eleição no parlamento contra o candidato da oposição.

## Vida pessoal
Burton é casada e tem dois filhos. Ela tinha 58 anos em agosto de 2023, então nasceu por volta de 1964-1966. Ela tem mestrado em gerenciamento de projetos e bacharelado em desenvolvimento rural.